# Alexander Szek
Alexander Szek (Forest Hill, 3 september 1894 – Charleroi?, 10 december 1915?) was een ingenieur die waarschijnlijk instrumenteel was in het breken van de Duitse diplomatieke code tijdens de Eerste Wereldoorlog. Met de codeersleutel die hij aan de Britten doorgaf zou later het Zimmermanntelegram zijn ontcijferd, de aanleiding voor de Verenigde Staten om zich aan de zijde van de geallieerden in de oorlog te storten. Szek was toen al geëxecuteerd in onopgehelderde omstandigheden.

## Afkomst
Szek was een Weense familie die naar Londen was uitgeweken, waar Alexander werd geboren en school liep. Hij was een begaafd kind dat vijf talen leerde spreken. Bij het uitbreken van de Eerste Wereldoorlog studeerde hij aan de Université Libre de Bruxelles. Hij was enkele jaren voordien met zijn vader naar de stad gekomen. Ze woonden samen in de Lombardstraat.

## Tijdens de oorlog
Na de inname van Brussel op 20 augustus 1914 rekruteerden de Duitsers Szek om de beschadigd achtergelaten radiozender te herstellen. Nadien bleef hij aan de slag als een van de vier versleutelaars op de Kommandantur (Wetstraat 2-6). De Britten kregen lucht van zijn functie en van zijn mogelijk nuttige familieconnecties in Croydon. Ze lieten zijn familie een brief schrijven om hem aan te zetten tot spionage. Toen hij niet geneigd was daarop in te gaan, kreeg hij te verstaan dat afwijzing onaangename gevolgen zou hebben voor zijn naasten. Zenuwachtig begon Szek het lange protocol in stukjes door te spelen aan de Secret Intelligence Service via zijn contactpersoon H. 523 (voorjaar 1915). Het document mocht niet verdwijnen, want dan zouden de Duitsers beseffen dat hun code gekraakt was.
Kort na het overhandigen van de laatste stukjes code verdween Szek. Hij zou erop hebben aangedrongen om te worden meegesmokkeld naar Engeland en daarbij gevat zijn aan de Belgisch-Nederlandse grens. Er is ook beweerd dat de Britten hem bewust in de steek lieten of zelfs lieten vermoorden, omdat hij als een onzekere factor werd beschouwd dan wel omdat zijn verdwijning de Duitsers zou kunnen alarmeren. Wat er ook van zij, op 14 december 1915 liet gouverneur-generaal von Bissing het bericht van zijn executie bekendmaken: een Feldgericht, bijeengeroepen te Charleroi, had hem op 9 december 1915 schuldig bevonden aan krijgsverraad en 's anderendaags was hij terechtgesteld.
Na de oorlog beweerden de Duitsers echter niet op de hoogte te zijn van de executie. Szeks vader uitte hierop de beschuldiging dat de Britse geheime dienst zijn zoon zelf uit de weg had geruimd opdat de Duitsers niet zouden weten dat hun code gecompromitteerd was. De Britten ontkenden officieel dat Szek zelfs maar bekend was in Room 40 (geleid door admiraal William Hall en cryptanalist James Alfred Ewing) en beweerden dat ze de code verkregen hadden door de gevangenname van Wilhelm Waßmuß op de Tigris. Deze versie kwam op de helling te staan door de memoires van admiraal Henry Oliver, hoofd van de Naval Intelligence Service. Hij bevestigde in 1980 dat Szek een Brits agent was geweest en dat er opdracht was gegeven hem uit de weg te ruimen.

## Impact van de ontcijfering
De codesleutel kwam niet op tijd in Britse handen om het kelderen van de Lusitania te voorkomen (7 mei 1915). Hij bleek echter wel van nut tijdens het vervolg van de onbeperkte duikbotenoorlog. Belangrijker nog was dat het bezit ervan toeliet om de Zimmermanntelegram van 17 januari 1917 te ontcijferen en zo de Amerikanen in de oorlog te trekken. Op dat ogenblik was de kennis van de Britten al gesofisticeerd genoeg om de zaken zo te manipuleren dat Duitsers geloofden in een onderschepping van het bericht ná decodering. Hun diplomatieke verkeer bleef zodoende verder leesbaar.

## Voetnoten
1. ↑  Henry Landau, The Enemy Within. The Inside Story of German Sabotage in America, 1937, p. 155
2. ↑  Stephen Wentworth Roskill, Admiral of The Fleet Earl Beatty: The Last Naval Hero. An Intimate Biography, 1980, p. 87